# CAST (observatoire)
Pour les articles homonymes, voir Cast.

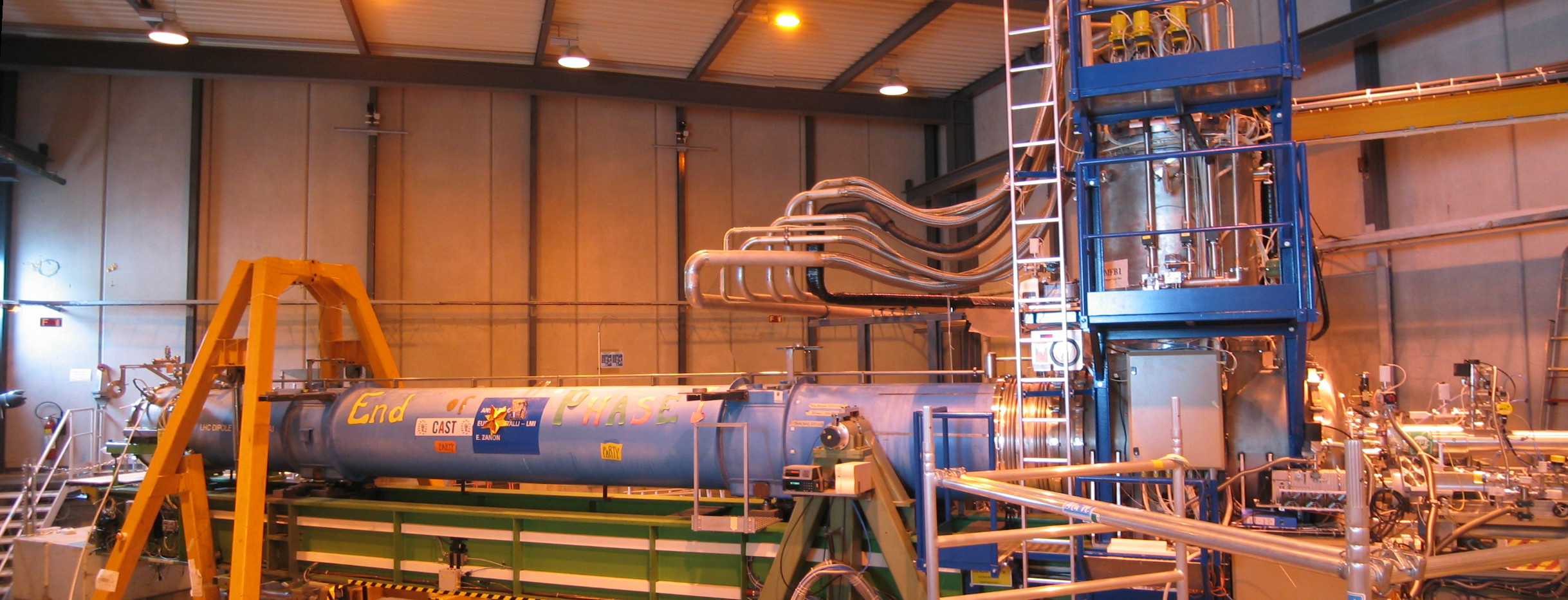
Le CAST

CAST (l'acronyme de CERN Axion Solar Telescope) est une expérience en physique des particules, dont le but est de chercher des axions provenant du Soleil. L'expérience, placée au CERN en Suisse, est entrée en service en 2002 et la première prise de mesures pour détection fut effectuée en mai 2003. La détection réussie d'axions solaires constituerait une découverte majeure en physique des particules, et ouvrirait de nouvelles portes quant au fonctionnement du noyau solaire.
Si les axions, particules hypothétiques, existent, ils sont peut-être produits dans le noyau du Soleil, lorsque les rayons X dispersent des électrons et des protons en présence d'un puissant champ électrique. Le dispositif expérimental est constitué d'un aimant de 9,26 mètres de long capable de produire un champ de plus de 9,5 teslas. Ce puissant champ magnétique est prévu pour convertir les axions solaires en rayons X afin que ceux-ci soient recueillis par des détecteurs de rayons X. Le télescope observe le Soleil durant environ 1 heure et demie au lever et au coucher, chaque jour. Les 21 heures restantes sont utilisées pour détecter le niveau du fond d'axions, en pointant le télescope loin du Soleil.